# موج گرما ۲۰۱۹ هند
موج گرما ۲۰۱۹ هند (انگلیسی: 2019 Indian heat wave) از اواخر مه ۲۰۱۹ شروع شد، هند موج گرمای شدیدی با بالاترین درجه حرارت در چورو، راجستان، تا دمای ۵۰٫۸ درجه سانتی گراد (۱۲۳٫۴ درجه فارنهایت) را به خود دید.
در نتیجه آب و هوای گرم، ۱۸۴ نفر تنها در ایالت بیهار جان خود را از دست دادند و مرگ ده‌ها مورد دیگر در سایر نقاط کشور گزارش شده‌است. کمبود آب در این موج گرما باعث بالا گرفتن جنگ و درگیری و کشته شدن، کتک زدن و ضرب و شتم مردم شده‌است.
از ماه ژوئن سال ۲۰۱۹، موج گرما ۳۲ روز طول کشیده‌است، و این دومین مدت طولانی است که تا کنون ثبت شده‌است. علاوه بر این، مصرف برق حداکثر در دهلی به ۶٬۶۸۶ مگاوات رسیده و تمام رکوردهای قبلی را شکسته‌است.

## پیش‌زمینه
یازده تا از گرم‌ترین سال‌های هند (۱۵ تا) از سال ۲۰۰۴ به بعد ثبت شده‌است. تعداد و طول مدت موج گرما در هند افزایش یافته و پیشبینی می‌شود تا ۲۰۶۴ ادامه داشته باشد.

## اثرات
موج گرما باعث مرگ و میر و بیماری‌های متعدد شده‌است. از مه ۳۱ ۲۰۱۹، در مهاراشترا به علت موج گرما، ۸ کشته و ۴۵۶ مورد گرمازدگی داشتند. در تلانگانا حداقل ۱۷ نفر کشته شدند؛ و آندرا پرادش ۳ مورد مرگ و ۴۳۳ مورد گرمازدگی تشخیص داده شده‌است. در ۱۰ ژوئن ۲۰۱۹ جسد سه مسافر در قطاری که به جانسی رسیده بود پیدا شدند، که ظاهراً به علت موج گرما کشته شده بودند، مسافر چهارم هم در شرایط بحرانی پیدا شد و به بیمارستان منتقل شد که در آنجا درگذشت. در ایالت بیهار مرگ و میر مربوط به گرما در روز ۱۸ ژوئن به ۱۸۴ نفر رسید.

## واکنش‌ها
در ماه ژوئیه اداره هواشناسی هند یک اعلامیه در راجستان و سایر شهرهای دور و اطراف مثل دهلی منتشر کرد.